# Longecourt-en-Plaine
Longecourt-en-Plaine é uma comuna francesa na região administrativa da Borgonha-Franco-Condado, no departamento de Côte-d'Or. Estende-se por uma área de 10,03 km². Em 2010 a comuna tinha 1 271 habitantes (densidade: 126,7 hab./km²).